# Meliscaeva melanostomoides
Meliscaeva melanostomoides är en tvåvingeart som först beskrevs av Hull 1941.  Meliscaeva melanostomoides ingår i släktet flickblomflugor, och familjen blomflugor. Inga underarter finns listade i Catalogue of Life.